# لاشا شاوداتواشویلی
لاشا شاوداتواشویلی (گرجی: ლაშა შავდათუაშვილი؛ زادهٔ ۳۱ ژانویهٔ ۱۹۹۲) یک جودوکار اهل گرجستان است.
از افتخارات وی می‌توان به کسب مدال طلا وزن ۶۶ کیلوگرم در بازی‌های المپیک تابستانی ۲۰۱۲ و مدال برنز وزن ۷۳ کیلوگرم در بازی‌های المپیک تابستانی ۲۰۱۶ و مدال نقره همان وزن در بازی‌های المپیک تابستانی ۲۰۲۰ اشاره کرد.